# Puchar Europy w Lekkoatletyce 1965 – eliminacje mężczyzn (Wiedeń)
Eliminacje pucharu Europy w lekkoatletyce w 1965 mężczyzn odbyły się 26 i 27 czerwca w Wiedniu. Były to jedne z dwóch zawodów eliminacyjnych, drugie odbyły się w Enschede.
Wystąpiły cztery zespoły, z których zwycięzca awansował do półfinału w Rzymie.

## Klasyfikacja generalna
| Poz. | Reprezentacja | Punkty |
| ---- | ------------- | ------ |
| 1    | Szwajcaria    | 62     |
| 2    | Austria       | 61     |
| 3    | Grecja        | 47     |
| 4    | Luksemburg    | 27     |

## Wyniki indywidualne
Kolorem oznaczono zawodników reprezentujących zwycięską drużynę.

### Bieg na 100 metrów
| Lp. | Państwo    | Zawodnik             | Wynik |
| --- | ---------- | -------------------- | ----- |
| 1.  | Austria    | Gert Nöster          | 10,8  |
| 2.  | Luksemburg | Albert Flammang      | 11,0  |
| 3.  | Szwajcaria | Max Barandun         | 11,1  |
| 4.  | Grecja     | Nikolaos Georgopulos | 11,1  |

### Bieg na 200 metrów
| Lp. | Państwo    | Zawodnik             | Wynik |
| --- | ---------- | -------------------- | ----- |
| 1.  | Austria    | Gert Nöster          | 21,8  |
| 2.  | Szwajcaria | Hansruedi Häusler    | 21,9  |
| 3.  | Luksemburg | Albert Flammang      | 22,0  |
| 4.  | Grecja     | Nikolaos Georgopulos | 22,2  |

### Bieg na 400 metrów
| Lp. | Państwo    | Zawodnik            | Wynik |
| --- | ---------- | ------------------- | ----- |
| 1.  | Szwajcaria | Jean-Louis Descloux | 47,7  |
| 2.  | Grecja     | Nikolaos Regukos    | 48,3  |
| 3.  | Austria    | Günter Wöber        | 49,6  |
| 4.  | Luksemburg | Romain Liesch       | 49,9  |

### Bieg na 800 metrów
| Lp. | Państwo    | Zawodnik          | Wynik  |
| --- | ---------- | ----------------- | ------ |
| 1.  | Austria    | Rudolf Klaban     | 1:50,6 |
| 2.  | Luksemburg | Michel Medinge    | 1:50,8 |
| 3.  | Szwajcaria | Rolf Jelinek      | 1:51,0 |
| 4.  | Grecja     | Dimitrios Kikilis | 1:54,6 |

### Bieg na 1500 metrów
| Lp. | Państwo    | Zawodnik              | Wynik  |
| --- | ---------- | --------------------- | ------ |
| 1.  | Austria    | Volker Tulzer         | 3:46,7 |
| 2.  | Luksemburg | René Kilburg          | 3:47,3 |
| 3.  | Szwajcaria | Hermann Jäger         | 3:48,2 |
| 4.  | Grecja     | Georgios Messimertzis | 3:49,5 |

### Bieg na 5000 metrów
| Lp. | Państwo    | Zawodnik              | Wynik   |
| --- | ---------- | --------------------- | ------- |
| 1.  | Grecja     | Georgios Messimertzis | 14:32,6 |
| 2.  | Szwajcaria | Edgar Friedli         | 15:05,5 |
| 3.  | Austria    | Volker Tulzer         | 15:43,4 |
| 4.  | Luksemburg | Eric Pauly            | 16:00,6 |

### Bieg na 10 000 metrów
| Lp. | Państwo    | Zawodnik            | Wynik   |
| --- | ---------- | ------------------- | ------- |
| 1.  | Grecja     | Nikolaos Awlatiokis | 32:01,6 |
| 2.  | Szwajcaria | Werner Dössegger    | 32:08,2 |
| 3.  | Austria    | Leopold Kascha      | 32:33,8 |
| –   | Luksemburg | Jean Aniset         | DNF     |

### Bieg na 110 metrów przez płotki
| Lp. | Państwo    | Zawodnik            | Wynik |
| --- | ---------- | ------------------- | ----- |
| 1.  | Szwajcaria | Fiorenzo Marchesi   | 14,6  |
| 2.  | Austria    | Walter Klaus        | 14,9  |
| 3.  | Grecja     | Atanasios Lazaridis | 15,1  |
| 4.  | Luksemburg | Pierre Sahl         | 16,0  |

### Bieg na 400 metrów przez płotki
| Lp. | Państwo    | Zawodnik           | Wynik |
| --- | ---------- | ------------------ | ----- |
| 1.  | Szwajcaria | Stelio Conconi     | 53,5  |
| 2.  | Austria    | Helmut Haid        | 53,5  |
| 3.  | Grecja     | Georgios Birmbilis | 55,2  |
| 4.  | Luksemburg | Bert Heger         | 57,5  |

### Bieg na 3000 metrów z przeszkodami
| Lp. | Państwo    | Zawodnik          | Wynik  |
| --- | ---------- | ----------------- | ------ |
| 1.  | Austria    | Manfred Wicher    | 9:05,2 |
| 2.  | Szwajcaria | Heinz Schild      | 9:07,4 |
| 3.  | Luksemburg | Domenico Marini   | 9:30,2 |
| 4.  | Grecja     | Teodoros Charamis | 9:47,8 |

### Sztafeta 4 × 100 metrów
| Lp. | Państwo    | Zawodnicy                                              | Wynik |
| --- | ---------- | ------------------------------------------------------ | ----- |
| 1.  | Szwajcaria | Max Barandun Hans Hönger Werner Martin Hanspeter Suter | 41,6  |
| 2.  | Austria    | Günther Massing Gert Nöster Bosniak Fuxberger          | 42,2  |
| 3.  | Luksemburg |                                                        | 43,1  |
| –   | Grecja     | Theocharis Nikolaos Argiris Lolos Nikolaos Regukos     | DQ    |

### Sztafeta 4 × 400 metrów
| Lp. | Państwo    | Zawodnicy                                                           | Wynik  |
| --- | ---------- | ------------------------------------------------------------------- | ------ |
| 1.  | Szwajcaria | Jean-Louis Descloux Bosshard Montalbetti ??                         | 3:14,3 |
| 2.  | Austria    | Günter Wöber Domenik Rudolf Klaban Hofmann                          | 3:18,6 |
| 3.  | Grecja     | Skurtis Georgios Birmbilis Konstandinos Mihailidis Nikolaos Regukos | 3:17,9 |
| 4.  | Luksemburg |                                                                     | 3:31,0 |

### Skok wzwyż
| Lp. | Państwo    | Zawodnik          | Wynik |
| --- | ---------- | ----------------- | ----- |
| 1.  | Szwajcaria | René Maurer       | 1,94  |
| 2.  | Austria    | Helmut Donner     | 1,94  |
| 3.  | Grecja     | Antonios Raswanis | 1,84  |
| 4.  | Luksemburg | Camille Schleck   | 1,75  |

### Skok o tyczce
| Lp. | Państwo    | Zawodnik             | Wynik |
| --- | ---------- | -------------------- | ----- |
| 1.  | Grecja     | Christos Papanikolau | 4,80  |
| 2.  | Szwajcaria | Werner Duttweiler    | 4,40  |
| 3.  | Austria    | Karl Bauer           | 4,00  |
| –   | Luksemburg | Marc Konsbruck       | NM    |

### Skok w dal
| Lp. | Państwo    | Zawodnik            | Wynik |
| --- | ---------- | ------------------- | ----- |
| 1.  | Grecja     | Demostenis Maglaras | 7,17  |
| 2.  | Szwajcaria | Walter Zuberbühler  | 7,10  |
| 3.  | Austria    | Bruno Rhomberg      | 6,95  |
| 4.  | Luksemburg | Marc Konsbruck      | 6,43  |

### Trójskok
| Lp. | Państwo    | Zawodnik           | Wynik |
| --- | ---------- | ------------------ | ----- |
| 1.  | Grecja     | Panajotis Katseris | 14,93 |
| 2.  | Austria    | Horst Mandl        | 14,63 |
| 3.  | Szwajcaria | Ernst Stierli      | 14,27 |
| 4.  | Luksemburg | Robert Rippinger   | 13,62 |

### Pchniecie kulą
| Lp. | Państwo    | Zawodnik            | Wynik |
| --- | ---------- | ------------------- | ----- |
| 1.  | Grecja     | Georgios Tsakanikas | 16,85 |
| 2.  | Szwajcaria | Edy Hubacher        | 16,57 |
| 3.  | Austria    | Heimo Reinitzer     | 16,34 |
| 4.  | Luksemburg | Francis Mostert     | 13,59 |

### Rzut dyskiem
| Lp. | Państwo    | Zawodnik            | Wynik |
| --- | ---------- | ------------------- | ----- |
| 1.  | Austria    | Heimo Reinitzer     | 53,11 |
| 2.  | Grecja     | Georgios Tsakanikas | 50,43 |
| 3.  | Szwajcaria | Mathias Mehr        | 47,25 |
| 4.  | Luksemburg | R. Meyers           | 38,36 |

### Rzut młotem
| Lp. | Państwo    | Zawodnik           | Wynik |
| --- | ---------- | ------------------ | ----- |
| 1.  | Austria    | Klaus Winter       | 61,71 |
| 2.  | Szwajcaria | Ernst Ammann       | 60,23 |
| 3.  | Grecja     | Jeorjos Babaniotis | 58,03 |
| 4.  | Luksemburg | Jeannot Bigelbach  | 51,29 |

### Rzut oszczepem
| Lp. | Państwo    | Zawodnik         | Wynik |
| --- | ---------- | ---------------- | ----- |
| 1.  | Szwajcaria | Urs von Wartburg | 81,39 |
| 2.  | Austria    | Walter Pektor    | 72,14 |
| 3.  | Grecja     | Jeorjos Moschis  | 64,92 |
| 4.  | Luksemburg | E. Wagner        | 54,56 |